# Пиндос (эсминец)
«Пиндос» (греч. ΒΠ Πίνδος) — греческий эскортный миноносец типа «Хант». Строился в Великобритании для Королевского флота, под именем HMS Bolebroke (L65). Ещё на стапеле был передан Королевскому греческому флоту, понёсшему тяжёлые потери в начале Второй мировой войны. Включён в состав греческого флота 12 ноября 1942 года, под именем «Пиндос» (L67), в честь греческой победы в Сражении на Пинде, в начале Греко-итальянской войны 1940—1941 годов.

## Служба
«Пиндос» был в числе большой серии однотипных эсминцев, заказанных британским флотом в период 1939—1940 года. Корабль не вошёл в состав британского флота и был передан ВМФ союзной Греции. Эсминец вошёл в состав греческого флота 27 июня 1942 года.
Под командованием капитана 2-го ранга Василиоса Кириса эсминец, сопровождая конвой, обошёл Африку и пришёл в Порт-Саид в начале 1943 года.
Под командованием капитана Д. Фойфаса эсминец принял участие в блокаде Туниса и поддерживал высадку десанта в Сицилийской операции.
22 августа 1943 года, вместе с британским эсминцем HMS Easton (L09), «Пиндос» потопил немецкую подводную лодку U-458 южнее Сицилии, у острова Пантеллерия .
Эсминец принял участие в высадке десанта в Салерно.
«Пиндос» принял участие в Додеканесской операции  (с конца сентября по ноябрь 1943 года).
В апреле 1944 года, экипаж эсминца принял участие в восстании греческого флота в Александрии. Восставшие, пытались предотвратить послевоенное британское вмешательство в Грецию в поддержку греческой монархии, и требовали признания греческих частей и флота на Ближнем Востоке частями Народно-освободительной армии Греции. Историография отмечает, что экипаж эсминца выбросил перед отходом старших офицеров в море и совершил переход на Мальту, пытаясь привлечь к восстанию греческие корабли, находящиеся на этом острове, после чего перешёл в Италию и, войдя в контакт с компартией Италии, отказался продοлжать службу в королевском флоте.
В дальнейшем и с новым экипажем эсминец продолжил сопровождение судов от Порт—Саида до Гибралтара и принял участие в высадке десанта на юге Франции.
В июне 1944 года от взрыва ящика с боеприпасами погибли 4 члена экипажа.
После освобождения Греции в октябре 1944 года, эсминец остался в составе ВМФ Греции в статусе британского займа.
«Пиндос» принял участие в Гражданской войне  1946—1949 годов. Возвращён Великобритании в 1959 году и продан на лом.
Как до, так и после эсминца «Пиндос», кораблей под этим именем на греческом флоте не было.